# Tháng 4 năm 2021
Tháng 4 năm 2021 là tháng thứ tư của năm hiện tại. Tháng bắt đầu vào Thứ Năm, sẽ kết thúc vào Thứ Sáu sau 30 ngày. Đây là tháng hiện tại.

## Thứ 5 ngày 1
- Ủy ban theo dõi trừng phạt về Bắc Triều Tiên của Hội Đồng Bảo An Liên Hợp Quốc báo cáo Bắc Triều Tiên đã đánh cắp hơn 300 triệu đô la từ thị trường tiền ảo để tài trợ cho chương trình phát triển vũ khí hủy diệt hàng loạt, khẳng định Bình Nhưỡng vẫn luôn vi phạm các nghị quyết được thông qua năm 2020.  (RFI)
- Ủy Ban Châu Âu kiện lên Tòa án Công lý Liên Hiệp Châu Âu (CJUE) đặt tại Luxembourg, để chống lại một đạo luật của Ba Lan được cho là vi phạm đến sự độc lập của các thẩm phán, có hiệu lực từ tháng 2/2020. (RFI)
- Chính phủ của tổng thống Mỹ Joe Biden cam kết bảo vệ nhân quyền ở « khắp nơi » trên thế giới, kể cả tại những nước đối tác của Hoa Kỳ, khác với chính sách ngoại giao mang tính chọn lọc và « im lặng » của người tiền nhiệm Donald Trump. (RFI)
- Đảo chính Myanmar 2021
  - Tatmadaw, quân đội Miến Điện, tiến hành các cuộc oanh kích tại miền đông nam nhắm vào một trong các nhóm vũ trang lớn nhất: Liên minh Quốc gia Karen, một sắc tộc thiểu số, gần biên giới với Thái Lan. (RFI)

## Thứ 7 ngày 3
- Đảo chính Myanmar 2021
  - 10 nhóm phiến quân lớn tại Myanmar bày tỏ ủng hộ các cuộc biểu tình phản đối đảo chính quân sự, gây lo ngại xung đột có thể leo thang.  (vnexpress)
  - Lực lượng an ninh Myanmar tiếp tục nổ súng vào đám đông biểu tình, khiến 5 người thiệt mạng, giữa lúc Internet tại nước này bị chặn.  (vnexpress)
- Vụ trật đường ray Hoa Liên 2021
  - Một xe lửa tốc hành ở Đài Loan chở gần 500 hành khách trật đường rày trong đường hầm sau khi đâm vào một chiếc xe tải trượt ra khỏi đường, khiến ít nhất 50 hành khách thiệt mạng và 146 người bị thương.  (VOA)
- Đại sứ đặc mệnh toàn quyền Việt Nam tại Triều Tiên  cho biết các cán bộ của Đại sứ quán hết nhiệm kỳ vừa vượt chặng đường bộ khoảng 4.000 km, từ Triều Tiên về tới Việt Nam.  (tuoitre)
- Tổ chức Ân Xá Quốc Tế tố cáo chính quyền Việt Nam tiến hành đợt đàn áp mới trước ngày bầu cử Quốc Hội 23/05 tới, với việc bắt giữ và truy tố các ứng cử viên độc lập. (RFI)
- Lần đầu tiên kể từ khi chiến tranh Syria bùng phát đến nay, nhiều tổ chức phi chính phủ Nga trực tiếp lên tiếng tố cáo các chiến dịch quân sự của Quân đội Nga giết hại thường dân Syria. (RFI)
- Một người lái xe đâm xe vào các nhân viên cảnh sát tại Điện Capitol khiến một cảnh sát thiệt mạng và một người khác bị thương, gây báo động cao tại Điện Capitol và tòa nhà văn phòng Quốc hội. (VOA)
- Nhà chức trách Mỹ bắt hơn 171.000 di dân tại biên giới Mỹ-Mexico trong tháng Ba vừa qua. Đây là con số hàng tháng cao nhất trong hai thập niên nay và là dấu hiệu mới nhất về thách thức nhân đạo mà chính quyền Tổng thống Joe Biden phải đối đầu.  (VOA)
- Đại dịch COVID-19
  - Pháp loan báo có 5.254 người nằm trong các phòng chăm sóc hồi sức đặc biệt vì COVID, tăng 145 người, 46.677 ca nhiễm mới, 332 người chết vì COVID trong vòng 1 ngày, nâng số tử vong lên thành 96,280 ca. (VOA)
  - Anh xác nhận 7 người  tử vong trong số 30 trường hợp đông máu hiếm gặp sau khi tiêm vắc xin ngừa COVID-19 của AstraZeneca tại Anh. (tuoitre)

## Chủ nhật ngày 4
- Nhà báo chuyên điều tra tham nhũng, Nguyễn Hoài Nam, bị nhà chức trách Việt Nam bắt giữ ngày thứ Bảy sau khi ông đăng những cáo buộc hành vi sai trái nhắm vào các quan chức điều tra hàng đầu của Bộ Công an trên mạng xã hội. (VOA), (vnexpress)

## Thứ 2 ngày 5
- Giới kinh doanh quốc tế, gồm cả các hãng thời trang, hiện cũng có những chi nhánh tại Việt Nam, như Uniqlo, Mercedes, Chanel, Gucci, Adidas, Louis Vuitton...bị Trung Quốc ép đưa bản đồ Trung Quốc có cả vạch "Lưỡi bò" trên Biển Đông. (nguoi-viet)
- Một ngày sau khi chính thức được miễn nhiệm ghế thủ tướng CSVN, hôm 3 Tháng Tư, ông Nguyễn Xuân Phúc cho phép chuyển mục đích 156 hécta đất rừng để tập đoàn FLC xây dựng sân golf ở tỉnh Gia Lai. (nguoi-viet), (vietnamfinance)
- "Fan cứng" của ông Donald Trump góp tiền qua mạng vào quỹ tái tranh cử của cựu tổng thống sẽ tiếp tục bị lấy tiền hàng tuần, hoặc hàng tháng, nếu không tự tay xóa (uncheck) "dấu" đánh vào ô đặt trước dòng chữ "cho phép lấy tiền" được in rất nhỏ trên mẫu đơn ủng hộ tài chánh khi cho tiền lần đầu tiên. (nguoi-viet)
- Gần 200 công ty Mỹ, gồm cả HP, Dow, Under Armour, hôm Thứ Sáu, 2 Tháng Tư, đã cùng ký thư ngỏ để mạnh mẽ bày tỏ bất bình về các dự luật bị coi là nhằm ngăn chặn quyền tự do bầu cử ở hàng chục tiểu bang. Liên Đoàn Bóng Chày Mỹ (Major League Baseball, MLB) loan báo sẽ di dời cuộc thi đấu All-Star Game ra khỏi thành phố Atlanta vào mùa Hè này, để đáp lại việc tiểu bang Georgia thông qua luật giới hạn quyền đi bầu.  (nguoi-viet)

## Thứ 3 ngày 6
- Đảo chính Myanmar 2021
  - Chính quyền quân đội Myanmar cảnh cáo và công bố danh sách truy nã những người nổi tiếng ủng hộ các cuộc biểu tình chống đảo chính. (vnexpress)
- Những người đóng góp quỹ cho chiến dịch vận động tranh cử tổng thống 2020 của ông Donald Trump tố cáo họ là nạn nhân của một trò lừa gạt. Hơn 500.000 người đã khiếu nại và được bồi hoàn số tiền họ đã phải đóng góp hàng tháng, hàng tuần không theo chủ ý.  (RFI)

## Thứ 4 ngày 7
- Giữa lúc đông đảo người Việt đòi tẩy chay hãng H&M và cả các thương hiệu thời trang lớn khác như Gucci, Channel, Louis Vuitton... vì họ sử dụng bản đồ "đường lưỡi bò" của Trung Quốc, cũng xuất hiện một số ý kiến cho rằng đối tượng đáng bị tẩy chay phải là Baidu, hãng công nghệ Trung Quốc đứng sau bản đồ gây tranh cãi. (VOA)
- 6 công dân Việt Nam, có tên trong danh sách tỷ phú thế giới của Forbes năm 2021, sở hữu khối tài sản tổng giá trị lên tới 16,7 tỷ USD. (VOA)
- Bộ Ngoại giao Mỹ cho biết sẽ thảo luận với các đồng minh việc có tẩy chay Thế vận hội Olympic mùa đông 2022 ở Trung Quốc hay không, sau khi nhiều nhà hoạt động và chính trị gia đòi tẩy chay sự kiện này do vấn đề Tân Cương. (tuoitre)
- Ký giả gốc Việt Andy Ngô nói với VOA rằng ông phải rời Hoa Kỳ sang Anh Quốc lánh nạn vì ông liên tục bị nhóm Antifa dọa giết trong khi chính quyền thành phố Portland không có động thái gì để bảo vệ ông. (VOA)

## Thứ 5 ngày 8
- Đảo chính Myanmar 2021
  - Đại sứ Miến Điện ở Anh bị chặn bên ngoài tòa đại sứ ở London. Ông Kyaw Zwar Minn cho hay tùy viên quân sự Miến Điện yêu cầu nhân viên tòa đại sứ ra khỏi tòa nhà này và thông báo ông không còn là đại sứ Miến Điện. (nguoi-viet)

## Thứ 6 ngày 9
- Nguyễn Thúy Hạnh, một nhà hoạt động chuyên gây quỹ từ thiện tại Hà Nội để giúp các tù nhân lương tâm tại VN, bị bắt về tội làm, tàng trữ, phát tán hoặc tuyên truyền thông tin, tài liệu, vật phẩm nhằm chống Nhà nước Cộng hòa xã hội chủ nghĩa Việt Nam. (BBC), (tuoitre)
- Công tước Edinburgh, Hoàng tế Philip, phu quân Nữ hoàng Anh Quốc, vừa tạ thế, thọ 99 tuổi. (BBC)

## Thứ 7 ngày 10
- Đảo chính Myanmar 2021
  - Tòa án binh Myanmar tuyên án tử hình 19 người vì sát hại phụ tá của một đại úy hồi tháng trước. (vnexpress)
  - Ít nhất 10 cảnh sát Myanmar thiệt mạng sau khi liên minh gồm ba nhóm vũ trang dân tộc tấn công một đồn cảnh sát ở bang Shan hôm nay. (vnexpress)
  - Đại sứ Myanmar tại LHQ Kyaw Moe Tun kêu gọi lập vùng cấm bay và áp các biện pháp trừng phạt đối với chính quyền quân sự nước này.  (vnexpress)
- Trung Quốc áp mức phạt 18,2 tỉ nhân dân tệ, tương đương 2,8 tỉ USD đối với Công ty Alibaba, tương đương với 4% doanh số nội địa của hãng này năm 2019 sau cuộc điều tra chống độc quyền.  (tuoitre)
- Hình ảnh trên mạng xã hội cho thấy một số khu vực thuộc hồ Nhật Nguyệt, hồ lớn nhất Đài Loan, phơi đáy nứt nẻ vì hạn hán nghiêm trọng.  (vnexpress)
- Đại dịch COVID-19
  - Bà Erna Solberg nhận vé phạt đến 2.300 USD vì tổ chức một bữa tối sinh nhật trong gia đình với số người dự vượt mức cho phép theo quy định chống dịch COVID-19, dù bà không dự sự kiện này. (tuoitre)

## Chủ nhật ngày 11
- Đảo chính Myanmar 2021
  - Lực lượng an ninh Myanmar bị tố dùng súng phóng lựu với người biểu tình ở thị trấn Bago, phía bắc Yangon, khiến ít nhất 80 người thiệt mạng. (vnexpress)

## Thứ 2 ngày 12
- Kỉ niệm một năm hashtag #MilkTeaAlliance ra đời, Twitter tạo biểu tượng cảm xúc  Liên minh Trà Sữa để ủng hộ phong trào dân chủ ở châu Á. (RFI)
- Đảo chính Myanmar 2021
  - Lãnh đạo ngành ngoại giao của Liên Hiệp Châu Âu Josep Borrell nêu đích danh Nga và Trung Quốc « là những trở lực » ngăn cản cộng đồng quốc tế giải quyết khủng hoảng chính trị Miến Điện bằng kênh ngoại giao. (RFI)

## Thứ 4 ngày 14
- Liên Hiệp Châu Âu hôm 12/04/2021 loan báo đánh thuế hải quan lên một số hàng nhôm của Trung Quốc, bị cáo buộc bán vào thị trường châu Âu với giá thấp một cách giả tạo.  (RFI)
- Mỹ sẽ bắt đầu rút quân khỏi Afghanistan từ tháng 4 và dự kiến kết thúc sau 5 tháng, đúng dịp kỷ niệm 20 năm vụ khủng bố 11/9. (vnexpress)
- Joe Biden cử một phái đoàn không chính thức bao gồm nhiều cựu quan chức cấp cao đến Đài Loan để khẳng định sự hậu thuẫn của Washington đối với Đài Bắc, vốn dĩ đang phải đối phó với những hành động ngày càng hung hăng từ Bắc Kinh. (RFI)
- Nhật Bản và Đức khẳng định hợp tác chặt chẽ hơn nữa để thiết lập trật tự pháp luật trong vùng Ấn Độ - Thái Bình Dương nhằm đối phó với tham vọng bành trướng ngày càng rõ ràng của Trung Quốc trong khu vực. (RFI)
- Đại dịch COVID-19
  - Thụy Điển báo cáo ca nhiễm nCoV mới trên đầu người cao nhất châu Âu tuần qua và số bệnh nhân nằm phòng chăm sóc tích cực cũng gia tăng.  (vnexpress)

## Thứ 5 ngày 15
- Nguyễn Thanh Nghị, con trai của cựu Thủ tướng Dũng, được bổ nhiệm chức Bộ trưởng Bộ Xây dựng ở tuổi 45, bộ trưởng trẻ nhất trong bộ máy Chính phủ  do tân Thủ tướng Phạm Minh Chính đứng đầu. (VOA)
- Đại dịch COVID-19
  - Campuchia ra lệnh phong tỏa thủ đô Phnom Penh và thị xã Takhmao trong 14 ngày, bắt đầu từ 15/4, để đối phó với tình trạng ca nhiễm gia tăng. (vnexpress)

## Thứ 6 ngày 16
- Trong nỗ lực chống kỳ thị đối với người châu Á và gốc Á, Hạ viện tiểu bang Illinois (Mỹ) đã thông qua dự luật bắt buộc các trường học dạy môn lịch sử người Mỹ gốc Á (Asian-American). (tuoitre)
- Mỹ công bố một loạt lệnh trừng phạt đối với Nga vì cáo buộc can thiệp bầu cử, tấn công mạng, uy hiếp Ukraine và nhiều "hành vi sai trái" khác,  bao gồm đưa một số doanh nghiệp Nga vào danh sách đen, trục xuất một số nhà ngoại giao và giới hạn Matxcơva phát hành nợ công. (tuoitre)
- Trung tâm Nghiên cứu Pew công bố kết quả một cuộc khảo sát cho thấy 59% người được hỏi ủng hộ Tổng thống Mỹ Joe Biden khi ông gần kết thúc 100 ngày nắm quyền đầu tiên, cao gấp rưỡi con số 39% của người tiền nhiệm Donald Trump. (vnexpress)

## Thứ 7 ngày 17
- Ngoại trưởng Sergey Lavrov cho biết sẽ trục xuất 10 quan chức ngoại giao Mỹ để trả đũa động thái trục xuất 10 quan chức Nga, đồng thời chấm dứt hoạt động của các quỹ và tổ chức phi chính phủ của Mỹ tại Nga bị cáo buộc "can thiệp tình hình nội bộ". (vnexpress)
- Bộ Tài Chính Hoa Kỳ cho biết Việt Nam cùng với Thụy Sĩ và Đài Loan đã vượt qua ngưỡng có thể thao túng tiền tệ, chiếu theo Luật Thương mại năm 2015 của Mỹ, nhưng không chính thức coi ba nước và vùng lãnh thổ này là những quốc gia thao túng tiền tệ.  (RFI)
- Bộ Tư pháp Mỹ đệ đơn kiện Roger Stone, cựu cố vấn của Trump, với cáo buộc vợ chồng ông nợ hai triệu USD thuế thu nhập. (vnexpress)
- Tổng thống Mỹ Joe Biden và thủ tướng Nhật Yoshihide Suga, nhà lãnh đạo ngoại quốc đầu tiên thăm Washington từ khi ông Biden nhậm chức, cam kết « cùng nhau đối phó với các thách thức » từ Trung Quốc. (RFI)
- Bộ Ngoại giao Nga yêu cầu Sosonyuk về nước sau khi vị lãnh sự Ukraine này bị đặc nhiệm FSB bắt quả tang nhận tài liệu mật tại một nhà hàng. (vnexpress)
- Đảo chính Myanmar 2021
  - phong trào đối lập chống chế độ độc tài quân sự Miến Điện thông báo thành lập chính phủ lâm thời « đoàn kết quốc gia ». (RFI)

## Chủ nhật ngày 18
- Thủ tướng Andrej Babis và Ngoại trưởng Jan Hamacek của Cộng hòa Czech cho biết nước này quyết định trục xuất 18 nhân viên Đại sứ quán Nga tại Czech, vì nghi ngờ tình báo Nga có liên quan đến một vụ nổ kho vũ khí năm 2014. (tuoitre)

## Thứ 2 ngày 19
- Trung Quốc và Hoa Kỳ tuyên bố chung, cho biết họ cam kết sẽ cùng hợp tác, cả với các quốc gia khác, trong việc giải quyết vấn đề biến đổi khí hậu.  (BBC)
- Đảo chính Myanmar 2021
  - EU áp lệnh trừng phạt mới nhằm vào 10 quan chức Hội đồng Điều hành Nhà nước, hai doanh nghiệp thuộc sở hữu của quân đội  Myanmar liên quan tới cuộc đảo chính hồi tháng 2. (vnexpress)
- Đại dịch COVID-19
  - Ngày 15/04/2021, đến lượt Pháp vượt ngưỡng biểu tượng 100.000 người chết vì Covid-19, để trở thành một trong 8 nước trên thế giới có hơn 100 nghìn ca tử vong, trong danh sách đã bao gồm Mỹ, Brazil, Mêhicô ở châu Mỹ, Ấn Độ ở châu Á, cũng như Anh, Ý và Nga ở châu Âu. (RFI)

## Thứ 3 ngày 20
- Liên Hiệp Châu Âu đưa ra một chiến lược chung về khu vực Ấn Độ - Thái Bình Dương trong bối cảnh căng thẳng địa - chính trị ngày càng gia tăng tại khu vực, đặc biệt với thế đối đầu Mỹ - Trung.  (RFI)
- Đảo chính Myanmar 2021
  - Cựu Tổng thư ký Liên hiệp quốc Ban Ki-moon thúc đẩy người kế nhiệm Guterres giao tiếp trực tiếp với quân đội Myanmar để ngăn leo thang tình trạng bạo động hậu đảo chính và kêu gọi các nước Đông Nam Á chớ nên xem những xáo trộn tại Myanmar là vấn đề nội bộ của nước này.  (VOA)
- Chính quyền thủ đô Prague yêu cầu đại sứ quán Nga trả lại 5.000 m2 đất trong khuôn viên, khi căng thẳng ngoại giao giữa hai nước leo thang. (vnexpress)
- Máy bay trực thăng robot thu nhỏ của NASA đã thực hiện cất cánh và hạ cánh thành công trên sao Hỏa.  (VOA)

## Thứ 4 ngày 21
- Ngoại trưởng Úc Maryse Payne thông báo hủy bỏ thỏa thuận ký vào năm 2018 giữa bang Victoria với Bắc Kinh về dự án Con đường tơ lụa của Trung Quốc, cho rằng thỏa thuận này là « trái với chính sách ngoại giao » của Canberra. (RFI)
- Bắc Kinh chính thức xác nhận chủ tịch Tập Cận Bình sẽ dự hội nghị thượng đỉnh trực tuyến về khí hậu do tổng thống Joe Biden tổ chức trong hai ngày, 22 và 23/04.  (RFI)
- Cộng hòa Czech dọa trục xuất tất cả nhà ngoại giao Nga, cáo buộc Moskva dàn dựng "cuộc tấn công khủng bố chưa từng có" vào lãnh thổ Czech năm 2014. (vnexpress)
- Bộ Ngoại giao Nga ngày 20-4 thông báo đã trục xuất 2 nhà ngoại giao Bulgaria, trả đũa việc Sofia trục xuất 2 nhà ngoại giao của Matxcơva vì nghi vấn liên quan đến mạng lưới gián điệp. (tuoitre)
- Vaclav-Havel, giải thưởng nhân quyền của Hội Đồng Châu Âu năm 2020 được tặng cho cô Loujain al-Hathloul, 31 tuổi nhà đấu tranh cho quyền phụ nữ Ả Rập Xê Út, từng bị cầm tù 1.001 ngày và chỉ được trả tự do từ tháng 2/2020 nhưng vẫn đang bị quản thúc tại gia. (RFI)
- Đại dịch COVID-19
  - Cơ quan Dược phẩm châu Âu ra quyết định rằng vac-xin ngừa Covid-19 của hãng Johnson&Johnson có thể được sử dụng, do những mối lợi của loại vac-xin này lớn hơn rất nhiều so với những rủi ro. (RFI)
  - Pháp dự trù đến ngày 02/05 dỡ bỏ lệnh cấm đi quá 10 km tính từ nơi cư trú, có thể giảm nhẹ lệnh giới nghiêm, đồng thời cho mở lại các quán bar, nhà hàng, các cửa hiệu không thiết yếu và các địa điểm văn hóa kể từ giữa tháng 5.  (RFI)

## Thứ 5 ngày 22
- Sau Trương Châu Hữu Danh, các nhà báo thành viên khác của nhóm Báo sạch chuyên phanh phui các vụ tham nhũng cũng đã bị bắt. (VOA)
- An ninh Nga bắt hơn 1.000 người tuần hành trên khắp đất nước, kêu gọi thả lãnh đạo đối lập Navalny do lo ngại sức khỏe của ông. (vnexpress)
- Đại dịch COVID-19
  - Với gần 315.000 ca nhiễm mới trong vòng 24 giờ, Ấn Độ đã phá vỡ kỷ lục thế giới về số ca nhiễm Covid-19 trong vòng 24 giờ. Số ca tử vong 2.000 trong một ngày cũng là con số cao nhất thế giới vào thời điểm này, trên cả Brazil. (RFI)

## Thứ 6 ngày 23
- Thượng viện Mỹ thông qua dự luật chống tội ác thù ghét nhằm vào người Mỹ gốc Á giữa bối cảnh nạn bài Á xảy ra trên khắp đất nước. (vnexpress)
- Phát biểu tại Hội nghị thượng đỉnh về biến đổi khí hậu, Mỹ, Trung Quốc, Nga, Canada, Nhật Bản và các nước Liên minh châu Âu (EU) cùng cam kết cắt giảm lượng khí gây hiệu ứng nhà kính tới năm 2030. (tuoitre)
- Bộ Ngoại giao Nga yêu cầu đại sứ quán Czech ở Moskva cắt giảm hơn 100 nhân viên, bao gồm 91 nhân viên địa phương. (vnexpress)

## Thứ 7 ngày 24
- TAND TP Hà Nội sẽ xét xử nhóm bị cho là chủ mưu vụ đưa 9 người đi lậu trong chuyên cơ đoàn chủ tịch Quốc hội và trốn lại Hàn Quốc. (BBC)
- Uỷ ban Tự do Tôn giáo Quốc tế của Hoa Kỳ tái đề nghị đưa Việt Nam vào danh sách quốc gia cần quan tâm đặc biệt, cho biết chính quyền vẫn liên tục bách hại các nhóm tôn giáo độc lập, vi phạm tự do tôn giáo có hệ thống. (VOA)
- Uỷ ban Bảo vệ Ký giả (CPJ) và tổ chức Phóng viên Không Biên giới (RSF) cùng lên tiếng kêu gọi chính quyền Việt Nam trả tự do ngay lập tức cho các thành viên của nhóm Báo sạch mới bị bắt giữ, đồng thời thúc giục bãi bỏ mọi cáo buộc đối với họ. (VOA)
- Đại dịch COVID-19
  - Tổng thống Putin quyết định cho người lao động nghỉ ngày 1-10/5 để ngăn nCoV lây lan theo đề xuất của quan chức y tế. (vnexpress)
  - Bộ Y tế Thái Lan hôm nay thông báo ghi nhận thêm 2.070 người nhiễm, mức cao nhất từ trước tới nay và 4 người chết vì nCoV trong 24 giờ qua, nâng tổng ca nhiễm và tử vong toàn quốc lên lần lượt 50.183 và 121 ca. (vnexpress)

## Chủ nhật ngày 25
- Tổng thống Mỹ Joe Biden tuyên bố cuộc thảm sát người Armenia năm 1915 tại Đế chế Ottoman cấu thành tội ác diệt chủng, một tuyên bố lịch sử khiến Thổ Nhĩ Kỳ phẫn nộ và làm căng thẳng thêm quan hệ giữa hai nước đồng minh NATO. (VOA)

## Thứ 3 ngày 27
- Đại dịch COVID-19
  - Ấn Độ ngày 27-4 không lập thêm kỷ lục u ám về số ca COVID-19 mới nhưng vẫn ghi nhận hơn 300.000 ca bệnh trong ngày thứ 6 liên tiếp, thêm 2.771 ca tử vong, nâng tổng số người chết vì dịch COVID-19 lên 197.894 người. (tuoitre)

## Thứ 4 ngày 28
- Moskva tuyên bố trục xuất 7 nhân viên ngoại giao của Slovakia, Litva, Latvia và Estonia để đáp trả việc các phái viên Nga bị trục xuất. (vnexpress)
- Đại dịch COVID-19
  - Chính phủ Mỹ sẽ cung cấp cho nhiều nước 60 triệu liều vac-xin AstraZeneca chống Covid. Nhà Trắng cho đến nay luôn bị chỉ trích vì từ chối xuất khẩu loại vac-xin vẫn chưa được Mỹ công nhận. (RFI)
  - Những người chế tạo vac-xin Sputnik V của Nga chỉ trích việc Brazil từ chối nhập vac-xin của họ, xem đây là một hành động mang tính « chính trị », chứ không liên quan gì đến việc tiếp cận thông tin hay liên quan đến khoa học.  (RFI)
  - Tập đoàn dược phẩm Pháp Sanofi thông báo kể từ tháng 9 tới sẽ sản xuất tại Hoa Kỳ một khối lượng lên tới 200 triệu vac-xin ngừa Covid-19 của tập đoàn Mỹ Moderna, « nhằm đáp ứng nhu cầu của thế giới ».  (RFI)

## Thứ 5 ngày 29
- Số tiền thuế 10,8 tỉ USD mà gia đình của cố chủ tịch Tập đoàn Samsung Electronics Lee Kun Hee phải đóng là một trong những khoản tiền thuế thừa kế lớn nhất trong lịch sử Hàn Quốc và thế giới. (tuoitre)
- Công tố viên Bulgaria cáo buộc 6 công dân Nga có vai trò trong 4 vụ nổ kho đạn tại nước này từ năm 2011 tới 2020. (vnexpress)
- Chủ một công ty Trung Quốc, đã nhận tội trong một phiên tòa tại Boston (bang Texas). Ông bị cáo buộc đã mua và tuồn về nước các thiết bị giám sát âm thanh dưới biển, hỗ trợ cho quân đội Trung Quốc. (tuoitre)
- Các đặc vụ liên bang đã khám xét và tịch thu các thiết bị điện tử của ông Rudy Giuliani, cựu thị trưởng New York và luật sư riêng của cựu tổng thống Donald Trump. (tuoitre)
- Đại dịch COVID-19
  - Mỹ viện trợ 1.000 bình oxy y tế và 15 triệu khẩu trang N95 cho Ấn Độ và cũng sẽ cung cấp cho nước này 20 triệu liều vắc xin COVID-19 của AstraZeneca.  (tuoitre)
  - Thái Lan xác nhận có 73/77 tỉnh trong cả nước yêu cầu bắt buộc người dân phải đeo khẩu trang khi ra khỏi nhà, thông báo có thêm 10 trường hợp tử vong vì COVID-19 và tăng 1.871 ca mắc mới. (tuoitre)
  - Mạng xã hội Facebook thoạt tiên chặn không cho cư dân mạng gắn các mã chủ đề (hashtag) kêu gọi Thủ tướng Ấn Độ Narendra Modi từ chức, nhưng sau đó đã rút lại quyết định này.  (tuoitre)

## Thứ 6 ngày 30
- Linh mục Cơ đốc giáo John Sherwood, bị bắt với cáo buộc kỳ thị người đồng tính sau khi rao giảng bên ngoài ga Uxbridge, phía tây London, Anh, rằng hôn nhân đúng nghĩa chỉ diễn ra giữa một đàn ông và một phụ nữ. (vnexpress)
- Ngoại trưởng Blinken nói các đồng minh của Mỹ nên tránh mua vũ khí Nga, cảnh báo sẽ áp lệnh trừng phạt những nước làm điều đó trong tương lai. (vnexpress)
- Ít nhất 44 người chết và hơn 100 người bị thương trong vụ giẫm đạp tại một lễ hội tôn giáo thu hút hàng chục nghìn người ở Israel. (vnexpress)